# 1,1-二碘丙烷
1,1-二碘丙烷是一种碘代烃，化学式C3H6I2，于1966年发现。它可由重氮丙烷与碘单质反应而成，重氮丙烷则由1-丙基-1-亚硝基脲的反应制得。
它也可由2-碘丁酸、碘与四乙酸铅的反应产生，但产率低。
1,1-二碘丙烷在光照下会释放出碘，生成环丙烷和丙烯。